# Själbottna-Östra Lagnö naturreservat
Själbottna-Östra Lagnö är ett naturreservat på norra delen av Östra Lagnö och nordöstra delen av  Själbottna vid Ljusterös nordvästra spets i Österåkers kommun och Norrtälje kommun i Stockholms skärgård. Naturreservatet har en omväxande natur- och kulturmiljö med omväxande klippor, skog och betesmarker som hålls öppna genom småskalig djurhållning.

## Reservatet
Naturreservatet består av den norra spetsen av Östra Lagnö och den nordöstra delen av ön Själbottna som ligger strax norr om Lagnö. Själbottna innehåller ung barrskog med hällmarker, och flera större kärr i den inre delen av ön. En del marker hålls öppna genom bete, vilket gynnar markvegetationen. Det finns flera mindre öar utanför som ingår i reservatet som har stor artrikedom. Lagnön domineras av äldre tätvuxna granskogar, som innehåller partier av hällmarkstallskog och mindre kärr och myrar. Det finns också torrlagda havsvikar med strandängs- och vassvegetation samt betesmarker. I samband med att reservatet upprättades stoppades igenväxningen av området och det gamla kulturlandskapet som försvunnit med jordbrukets rationalisering har successivt återskapats med hjälp av röjning och hålls öppet med slåtter och betesdrift. Det finns ett rikt fågelliv i reservatet, som bland annat inkluderar havsörn, och delar av reservatet är tidvis avlyst som fågelskyddsområde.
Reservatet är trots sitt läge långt ut i skärgården lättillgängligt och har vägförbindelse med fastlandet via Östra Langö som är förbundet med Ljusterö som har vägfärja till fastlandet. Den relativt flacka naturen på Lagnödelen av reservatet gör tillgängligheten för rörelsehindrade och besökare med barnvagnar god, det finns flera handikappanpassade hårda vandringsleder som går genom reservatet. Den lilla udden Brännholmen som sticker ut från Östra Lagnö är ett populärt utflyktsmål med badplats och picknickbord och en vidsträckt utsikt mot ytterskärgården.

## Panoramabild
En 360-graders panoramabild från Brännholmen tagen i september 2009.

Utsikt mot nordöst en solig höstdag.